# گیون هوون
این یک نام کره‌ای است؛ نام خانوادگی گیون است.
گیون هوون (کره‌ای: 견훤; هانجا: 甄萱؛ ح.۸۶۷ – ۲۷ سپتامبر ۹۳۶، حکومت از سال ۸۹۲ – مارس ۹۳۵)؛ پادشاه و بنیانگذار بکجه جدید، یکی از سه پادشاهی پایانی کره، بود و از سال ۸۹۲ تا ۹۳۵ سلطنت کرد. برخی از منابع نام او را «چین هوان (진훤؛ 眞萱)» نیز ذکر کرده‌اند. او همچنین جد خاندان «هوانگان گیون» بود. شرح‌های قابل توجهی از زندگی او در سامگوک ساگی، که یک روایت واحد را ارائه می‌دهد، و سامگوک یوسا، که گزیده‌هایی از منابع مختلف درباره او را ارائه می‌دهد، نوشته شده است.